# Kolumbianisch-portugiesische Beziehungen
Die kolumbianisch-portugiesischen Beziehungen beschreiben das zwischenstaatliche Verhältnis zwischen Kolumbien und Portugal. Die Länder unterhalten mindestens seit 1926 direkte diplomatische Beziehungen, die auf erste diplomatische Beziehungen seit 1857 zurückgehen.
Die bilateralen Beziehungen gelten als sehr gut und bestehen heute insbesondere im zunehmenden wirtschaftlichen und kulturellen Austausch. Politisch sind die Länder Partner in einigen internationalen Organisationen, darunter der Iberoamerika-Gipfel und die Lateinische Union. Auch die historische Anwesenheit von Portugiesen in Kolumbien spielt eine Rolle. Besonders im 17. Jahrhundert waren portugiesische Sklavenhändler im Gebiet des heutigen Kolumbiens tätig, aber auch Missionare, Ärzte und Handwerker, u. a. Auch eine Reihe Ortsnamen in Kolumbien haben portugiesische Ursprünge.
Im Jahr 2015 waren 899 Kolumbianer in Portugal gemeldet, davon mit 399 die meisten in der Hauptstadt Lissabon. Die Rücküberweisungen beliefen sich im gleichen Jahr auf 1,85 Mio. Euro.
2008 waren in den Konsulaten Portugals 234 portugiesische Staatsbürger in Kolumbien registriert, im Jahr 2016 betrugen die Rücküberweisungen nach Portugal 210.000 Euro.

## Geschichte

### Bis 1900

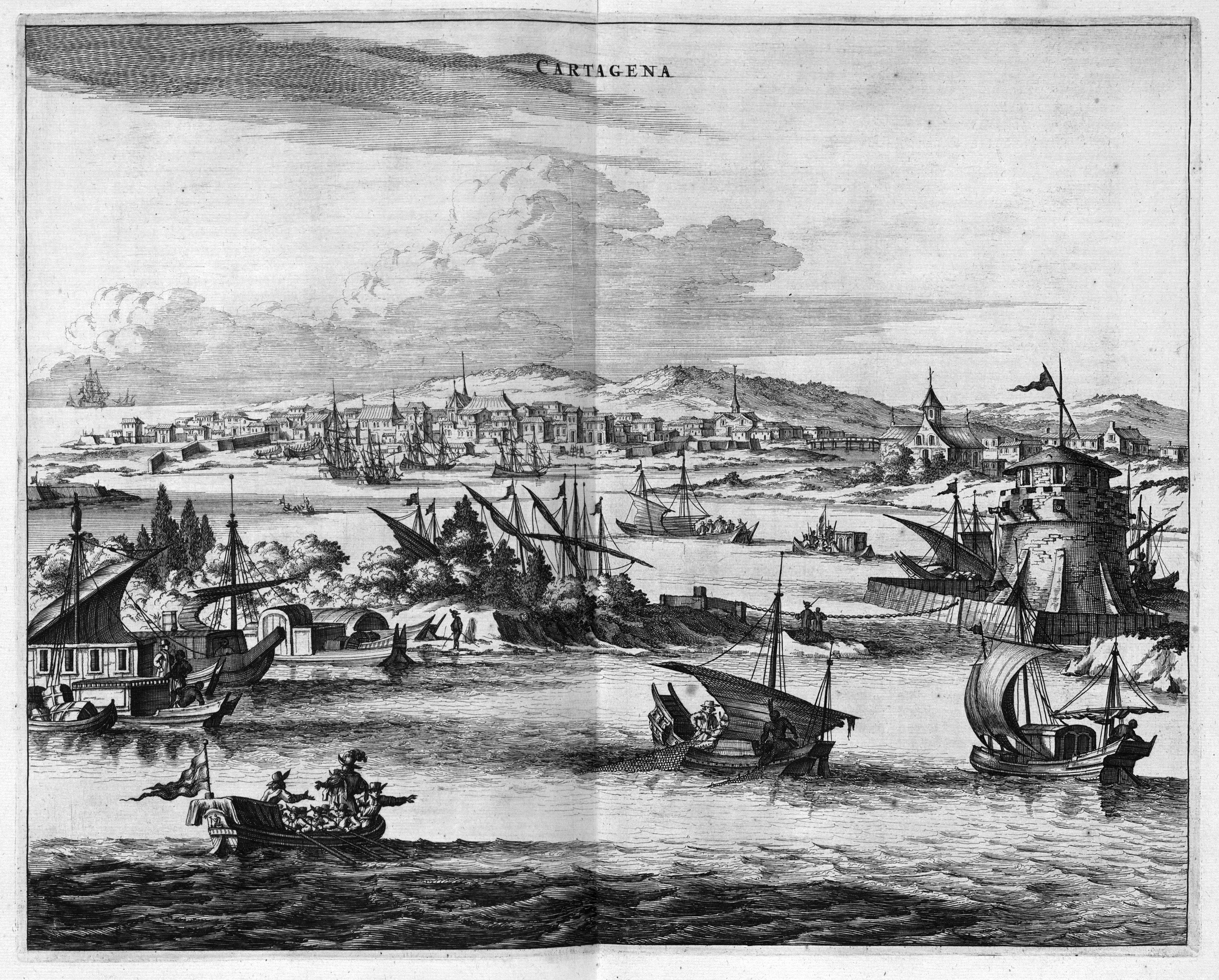
Cartagena um 1600

Trotz des portugiesisch-spanischen Vertrages von Tordesillas versuchten eine Vielzahl portugiesischer Händler, Handwerker, Söldner und Künstler ihr Glück auch in den Spanien zugewiesenen Teilen Südamerikas, so auch im heutigen Kolumbien.
Insbesondere portugiesische Sklavenhändler waren in Kolumbien präsent, wo sie Sklaven aus Afrika verkauften. Auf diese Zeit gehen auch eine Reihe Worte in der Alltagssprache Kolumbiens zurück, die afrikanischen Ursprungs sind. Darunter sind besonders viele Begriffe mit Bezug zu Viehweiden und Wohnunterkünften, wie Kikuyo, Pangola, Angola, Guinea, Pará, Palenque, Quilombo oder Chambacú. Auch Ortsbezeichnungen wie Quebrada de Portugal im Kreis Barranco de Loba im Departamento de Bolívar gehen auf die Anwesenheit von Portugiesen zurück. Die Stadt Pereira trägt ihren portugiesischstämmigen Namen nach dem Unabhängigkeitsaktivisten José Francisco Pereira Martínez (1783–1863), dessen Vater João Angel Pereira Portugiese war.
Im Jahr 1607 beschrieb der portugiesische Arzt João Mendes Neto in Discursos Medicinales die von ihm an Spaniern, Portugiesen, Schwarzen und Indigenen gleichermaßen angewandte Naturmedizin. Sein spanischsprachiges Manuskript der Discursos blieb ungedruckt und wurde erst 1989 veröffentlicht. Neto stammte aus dem portugiesischen Miranda do Douro und ging nach dem Studium der Medizin an der spanischen Universität von Valladolid nach Südamerika, wo er sich in Cartagena de Indias an der kolumbianischen Karibikküste niederließ.
Das Königreich Portugal schloss am 9. April 1857 einen ersten Handels- und Schifffahrtsvertrag mit der Republik Neugranada, aus der sich 1863 die Vereinigten Staaten von Kolumbien entwickelten, die 1886 den heutigen Namen Kolumbien annahmen.

### Seit 1900
Am 10. Juli 1913 wurde die portugiesische Legation in Panama eröffnet, deren Amtsbezirk neben Costa Rica und Venezuela später auch Kolumbien umfassen sollte. Nach der Schließung der Vertretung in Panama 1919 wurde die Botschaft Portugals in Venezuela nach ihrer Eröffnung am 2. September 1926 auch für Kolumbien zuständig.

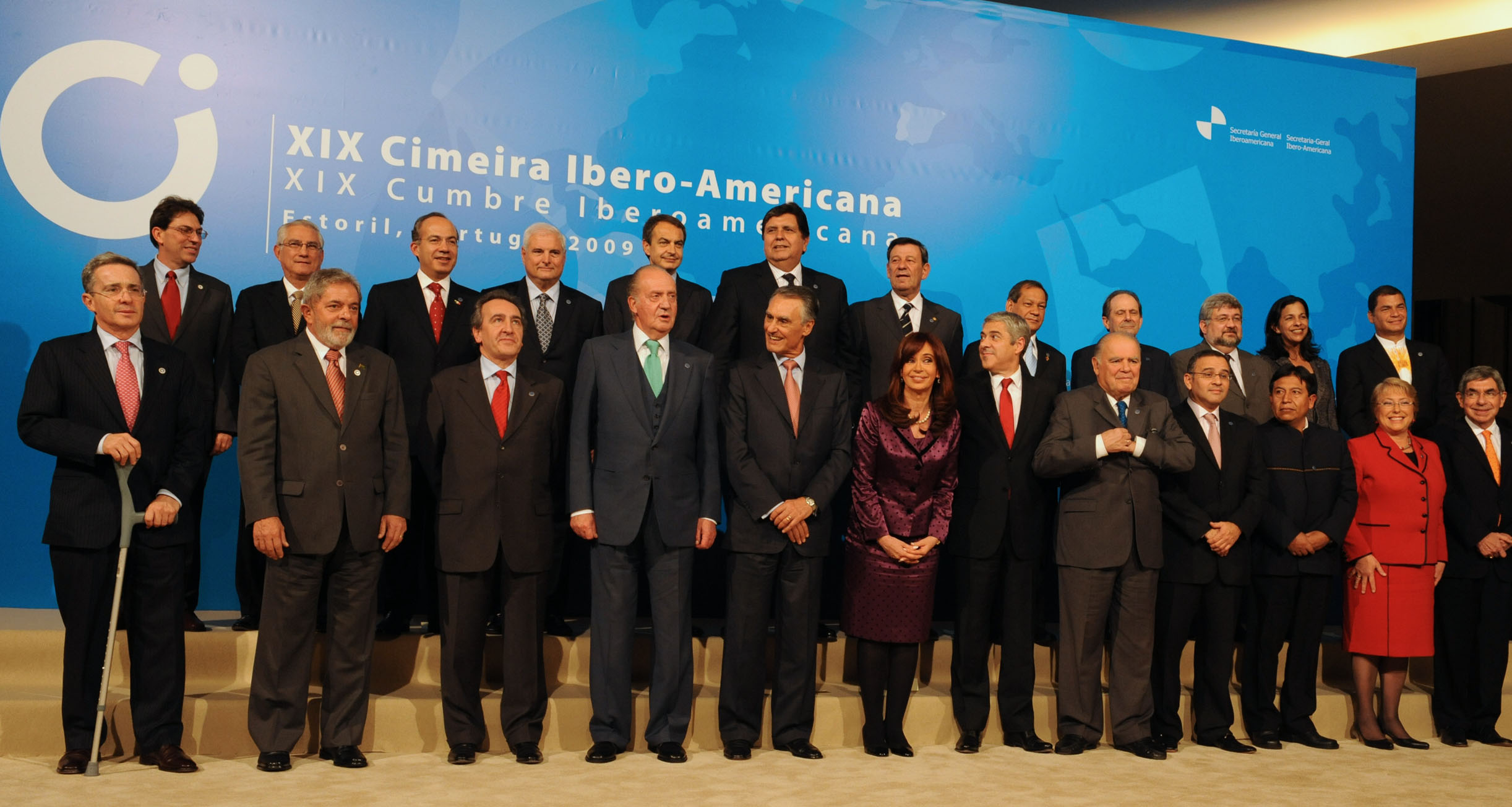
Gruppenbild der Staatschefs beim Ibero-Amerika-Gipfel 2009 in Portugal

1944 entstand eine erste portugiesische Legation in Bogotá. 1948 akkreditierte sich hier der portugiesische Botschafter mit Amtssitz in Mexiko-Stadt als erster offizieller Botschafter Portugals in Kolumbien. 1962 wurde die portugiesische Botschaft in Bogotá eröffnet, in der seither der ständige Vertreter Portugals für Kolumbien seinen Amtssitz hat.
Mit der Nelkenrevolution am 25. April 1974 endete die Estado Novo-Diktatur in Portugal. Am 3. Mai 1974 erhielt die portugiesische Botschaft in Bogotá die kolumbianische Anerkennung der neuen Regierung in Lissabon.
Am 28. Dezember 1978 unterzeichneten beide Länder in Lissabon ein bilaterales Wirtschaftsabkommen.
In den 2000er Jahren haben die Beziehungen an Intensität zugenommen, insbesondere seit der positiven Entwicklung im Bewaffneten Konflikt in Kolumbien seit 2012 und der allgemeinen Entwicklung des Landes seither. Eine Reihe gegenseitiger hochrangiger Besuche begleiteten diese Entwicklung. So besuchte etwa der portugiesische Staatspräsident Cavaco Silva bei seinem Staatsbesuch im April 2013 neben den wichtigsten Regierungsstellen u. a. auch die Buchmesse von Bogotá und eröffnete den Pavillon Portugals auf der Feria Internacional de Bogotá, Kolumbiens wichtigster Messe für Industrie und Konsumgüter, bei der Portugal im Jahr 2013 Ehrengast war.
Portugiesische Streitkräfte sind an der UN-Mission UNMCOL beteiligt, die seit der UN-Resolution 2261 vom 25. Januar 2016 die Waffenruhe und die Einstellung der Feindseligkeiten in Kolumbien überwacht und verifiziert.

## Diplomatie
Portugals Vertretungen in Kolumbien
Der Amtsbezirk der portugiesischen Botschaft in Venezuela umfasste ab 1926 auch Kolumbien. 1944 eröffnete Portugal eine erste Legation in Bogotá. Portugals Vertreter mit Amtssitz in Mexiko-Stadt (1948) und Havanna (1956) blieben dort doppelakkreditiert, bis 1962 der erste Botschafter Portugals am neuen Amtssitz Bogotá seinen Dienst aufnahm.

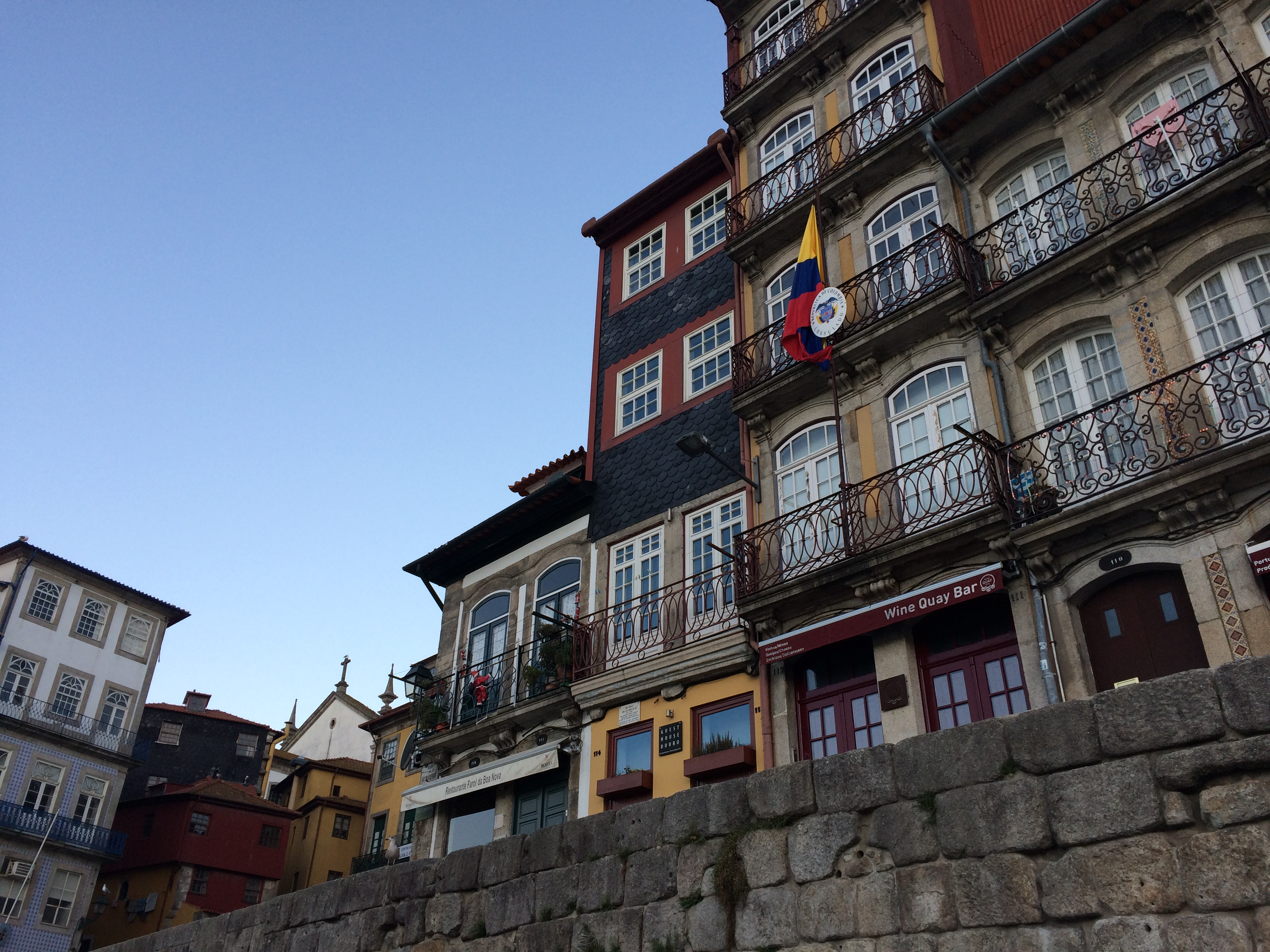
Das kolumbianische Konsulat im historischen Ribeira-Viertel in Porto

Als erster Botschafter Portugals in Kolumbien akkreditierte sich am 2. März 1948 Jorge César Rosa de Oliveira, portugiesischer Botschafter in Mexiko, Salvador Sampayo Garrido wurde 1962 erster Botschafter Portugals mit Amtssitz Bogotá. Die Botschaft residiert dort heute in der Calle 99 Nummer 7A-77 im Edifício Advance-Gebäude.
Daneben bestehen portugiesische Honorarkonsulate in Cartagena, Cali und Medellín.
Kolumbiens Vertretungen in Portugal
Die Botschaft Kolumbiens in der portugiesischen Hauptstadt Lissabon besteht seit 1955. Sie residiert heute im Palácio Sottomayor in der Avenida Fontes Pereira de Melo Nummer 16. Dort ist auch das kolumbianische Konsulat in Portugal untergebracht, ein weiteres Konsulat besteht in Porto.

## Wirtschaft

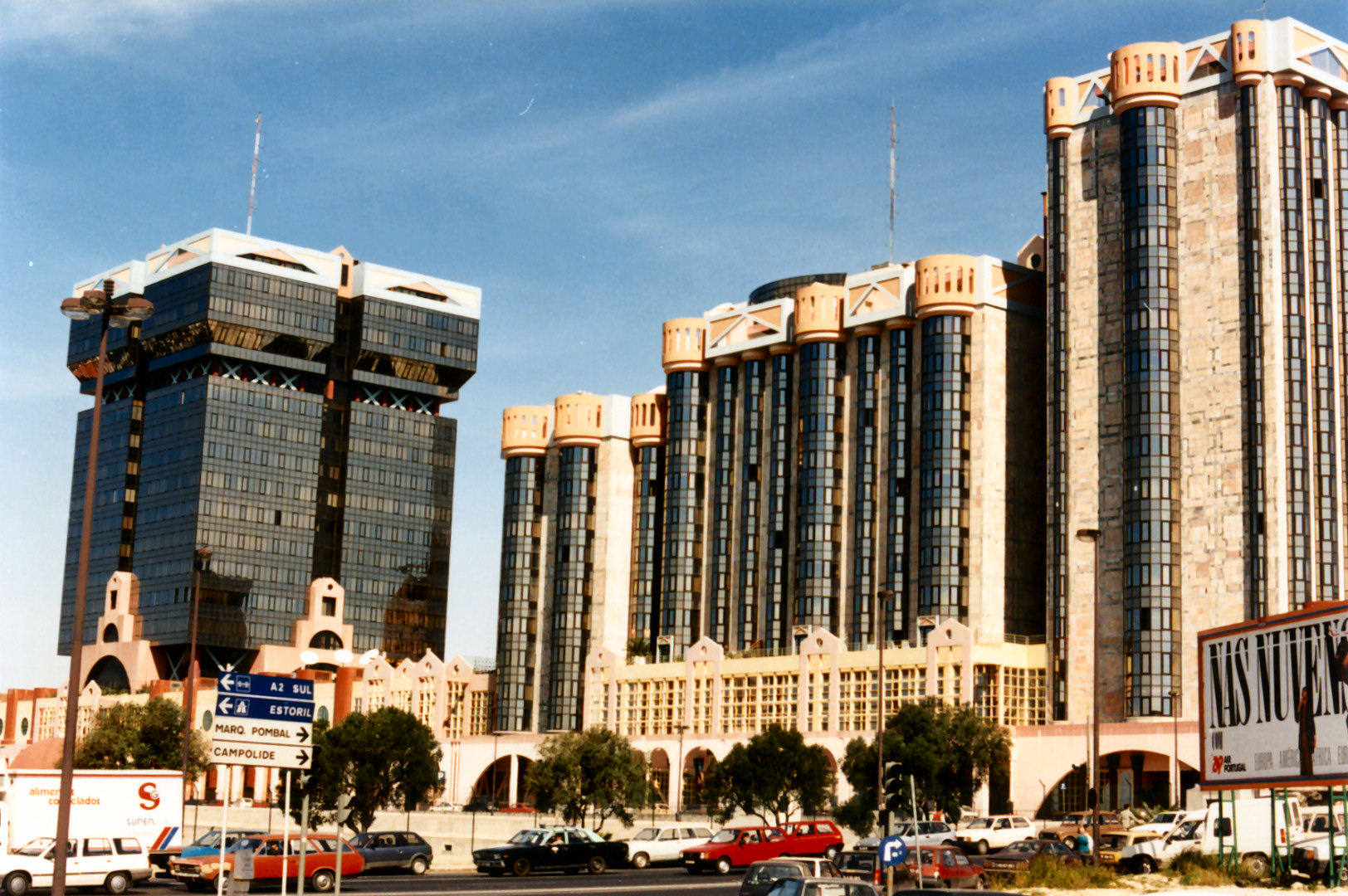
Die Bürotürme der Torres das Amoreiras, Sitz der luso-kolumbianischen Handelskammer in Lissabon

Im Zuge der wirtschaftlichen Erholung Kolumbiens nach dem weitgehenden Ende der bewaffneten Konflikte 2012 sind auch portugiesische Investitionen in Kolumbien angestiegen. Ein bekanntes Beispiel ist die Supermarktkette Tiendas Ara, die 2013 erfolgreich vom portugiesischen Handelskonzern Jerónimo Martins eingeführt wurde. 2018 waren insgesamt 412 portugiesische Unternehmen in Kolumbien tätig.
Die portugiesische Außenhandelskammer AICEP ist in Kolumbien mit einem Büro an der Botschaft Portugals vertreten. Die kolumbianisch-portugiesische Handelskammer unterhält ein Büro in Bogotá (Câmara do Comércio Colombo-Portuguesa) und eines in den Torres das Amoreiras in Lissabon (Câmara de Comércio e Indústria Luso-Colombiana), mit weiteren Büros in Porto und in Medellín.
Im Jahr 2018 exportierte Portugal Waren und Dienstleistungen im Wert von 76,9 Mio. Euro nach Kolumbien (2017: 67,4 Mio.; 2016: 66,1 Mio.; 2015: 81,0 Mio.; 2014: 78,6 Mio.; 2013: 52,4 Mio.; 2012: 37,2 Mio.), unter den Gütern waren davon 27,4 % Maschinen und Geräte, 16,1 % Fahrzeuge und Fahrzeugteile, 13,7 % chemisch-pharmazeutische Produkte, 9,3 % Kunststoffe, 8,4 % Metalle und 6,8 % landwirtschaftliche Erzeugnisse.
Im gleichen Zeitraum lieferte Kolumbien Waren und Dienstleistungen im Wert von 311,7 Mio. Euro an Portugal (2017: 363,9 Mio.; 2016: 282,6 Mio.; 2015: 281,2 Mio.; 2014: 210,2 Mio.; 2013: 200,2 Mio.; 2012: 276,9 Mio.), davon waren unter den Waren 90,9 % Kraftstoffe, 6,8 % landwirtschaftliche Erzeugnisse, 0,9 % Lebensmittel und 0,3 % Gummi und Kunststoffe.
Im Jahr 2018 stand Kolumbien damit für den portugiesischen Waren-Außenhandel an 56. Stelle als Abnehmer und an 31. Stelle als Lieferant. Im kolumbianischen Waren-Außenhandel stand Portugal an 22. Stelle unter den Abnehmern und an 43. Stelle unter den Lieferanten.

## Kultur

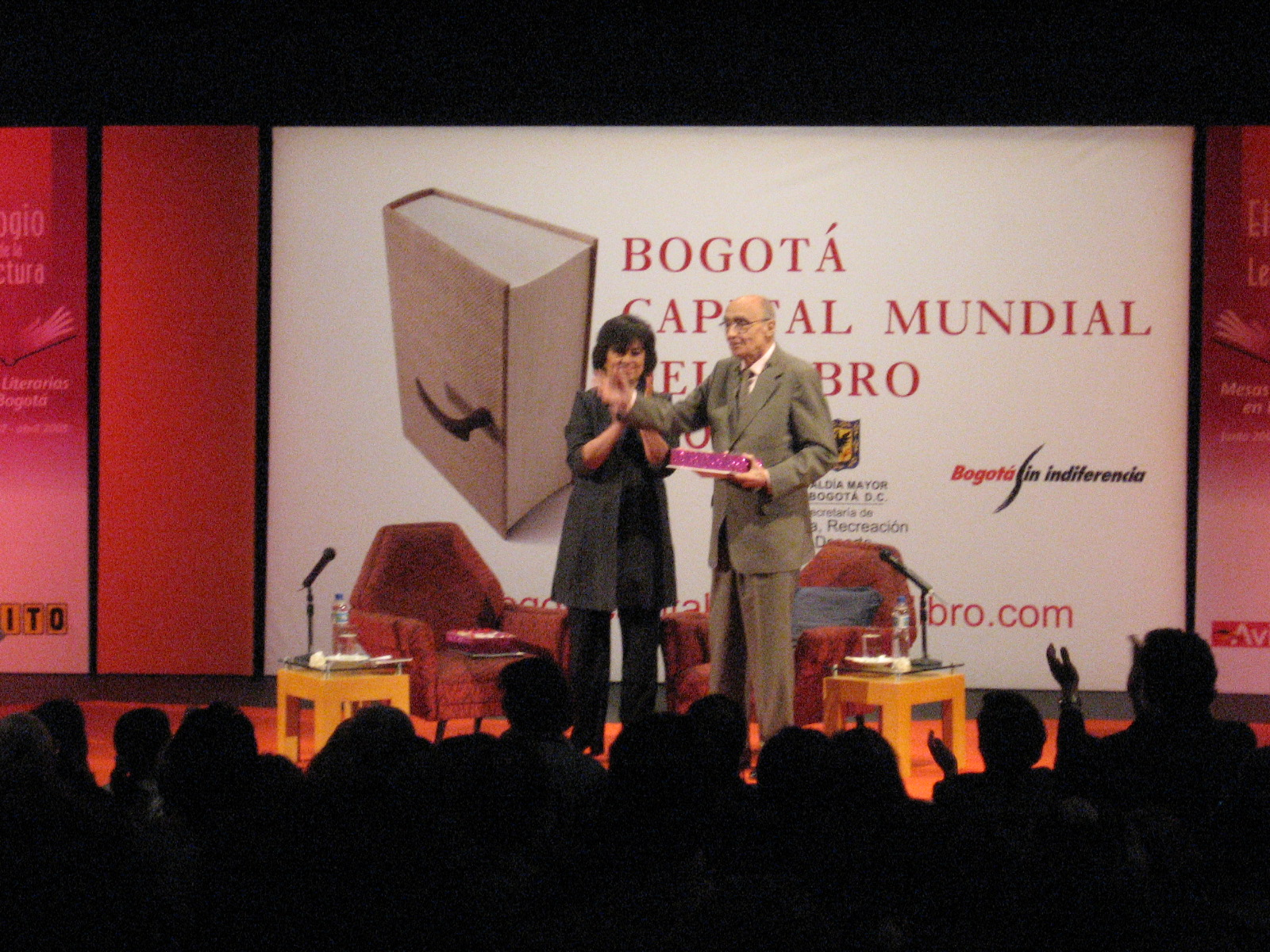
Der portugiesische Literatur-Nobelpreisträger José Saramago in Bogotá (2007)

Das portugiesische Kulturinstitut Instituto Camões ist in Kolumbien präsent, neben verschiedenen Kooperationen insbesondere mit je einem Lektorat an der staatlichen Universidad Nacional de Colombia und der privaten Universidad de los Andes.
Fernando Pessoa und José Saramago können als bekannteste und meistgelesene Autoren Portugals in Kolumbien gelten, während Gabriel García Márquez als populärster kolumbianischer Autor in Portugal gelten kann. Sowohl Márquez (1982) als auch Saramago (1998) erhielten den Nobelpreis für Literatur.

## Sport

### Fußball

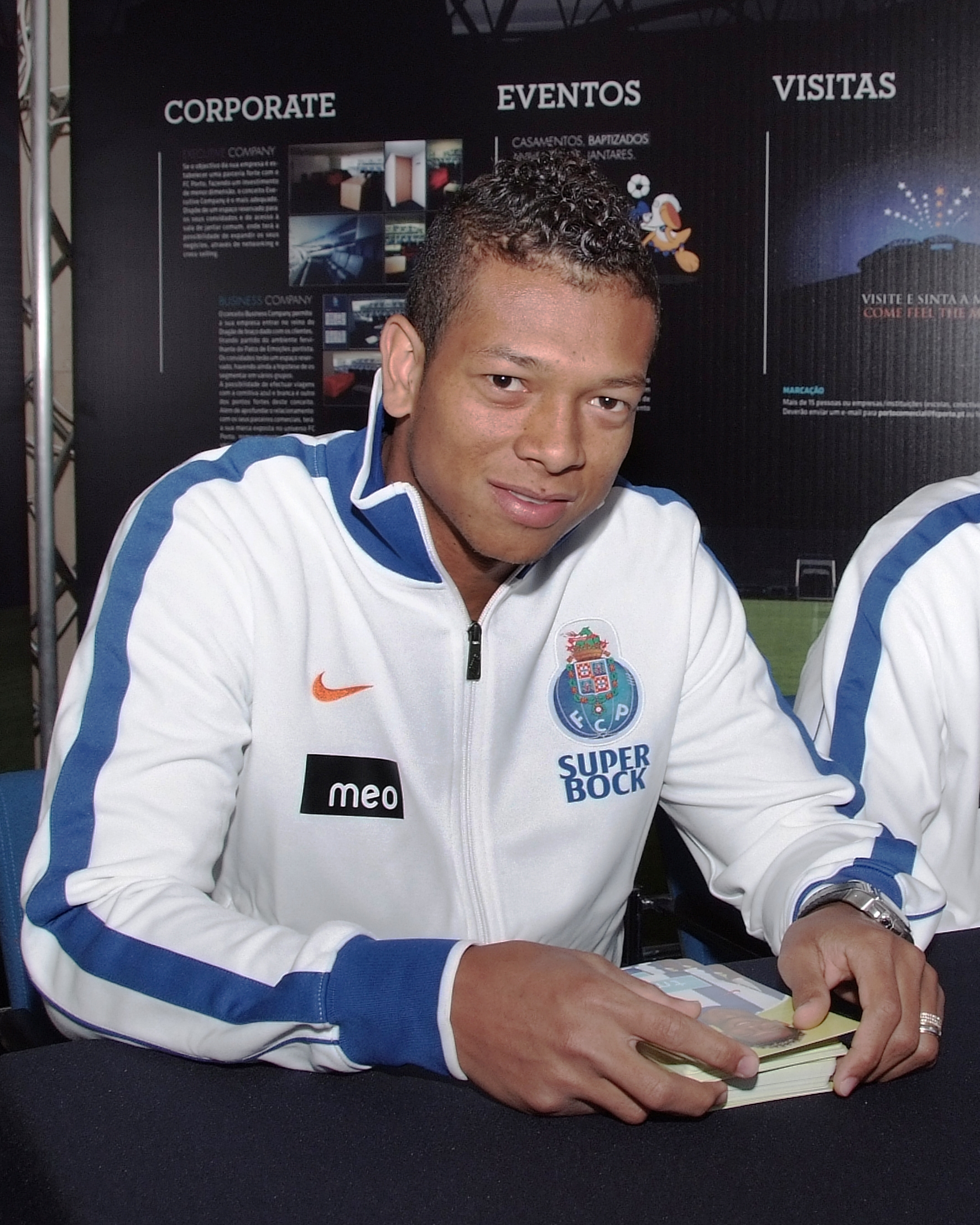
Fredy Guarín im Dienst des FC Porto (2011)

Die Kolumbianische Fußballnationalmannschaft und die Portugiesische Auswahl sind bisher noch nicht aufeinander getroffen, neben den Männern auch die beiden Frauen-Auswahlen nicht (Stand Februar 2017).
Kolumbianische Fußballspieler treten häufig für portugiesische Vereine an, etwa Santiago Arias, Fredy Montero und Teófilo Gutiérrez bei Sporting Lissabon, Jorge Bermúdez bei Benfica Lissabon, Edwin Congo bei Vitória Guimarães oder Ricardo Pérez bei Académica de Coimbra. Besonders häufig spielten Kolumbianer bisher beim FC Porto, darunter Falcao, James, Juan Quintero, Wason Rentería, Jackson Martínez und Fredy Guarín. Abel Enrique Aguilars Wechsel zum portugiesischen Traditionsverein Belenenses Lissabon wurde 2016 dadurch bekannt, dass dieser über den Smartphone-Dienst WhatsApp abgewickelt worden war.

### Radsport
Kolumbianische Radrennfahrer und Teams nehmen regelmäßig auch an portugiesischen Rennen teil, zuletzt etwa das Team Boyacá Raza de Campeones bei der Portugal-Rundfahrt 2016. Das Nachwuchs-Rennen Volta a Portugal do Futuro gewann 2016 der Kolumbianer Wilson Enrique Rodriguez.
Das Etappenrennen Grand Prix du Portugal schloss 2009 der Kolumbianer Sergio Henao als Sieger ab.
Bei den UCI-Straßen-Weltmeisterschaften 2001 in Lissabon errang Kolumbien eine Bronzemedaille, während Gastgeber Portugal keine Medaille gewinnen konnte. Bei der UCI-Straßen-WM 1995 in Bogotá gingen dagegen beide leer aus, ebenso bei den UCI-Bahn-Weltmeisterschaften 2014 im kolumbianischen Cali und der UCI-Bahn-WM 1995 in Bogotá.

### Rollhockey
Kolumbien qualifizierte sich für die Rollhockey-Weltmeisterschaft im portugiesischen Oliveira de Azeméis 2003. Es schloss dort als 15. ab, während Portugal seinen 15. Weltmeistertitel holte.